# 新城镇 (临潭县)
新城镇，是中华人民共和国甘肃省甘南藏族自治州临潭县下辖的一个乡镇级行政单位。

## 行政区划
新城镇下辖以下地区：
端阳沟村、后池村、西街村、东街村、南门河村、晏家堡村、丁家山村、东南沟村、东山村、口子下村、张旗村、下川村、吴家沟村、扁都村、李家庄村、红崖村、刘旗村、羊房村、哈尕滩村和肖家沟村。